# Борівська сільська рада (Зміївський район)
Борівська сільська́ ра́да — адміністративно-територіальна одиниця та орган місцевого самоврядування у Зміївському районі Харківської області. Адміністративний центр — село Борова.

## Загальні відомості
- Борівська сільська рада утворена в 1924 році.
- Територія ради: 91,104 км²
- Населення ради: 4 470 осіб (станом на 2001 рік)
- Територією ради протікає річка Уди.

## Населені пункти
Сільській раді були підпорядковані населені пункти:
- с. Борова
- с. Водяне
- с. Гусина Поляна
- с. Звідки
- с. Костянтівка
- с. Красна Поляна
- с. Петрищеве
- с. Реп'яхівка

## Склад ради
Рада складалася з 20 депутатів та голови.
- Голова ради: Ревенко Віктор Кирилович
- Секретар ради: Танашкіна Людмила Олександрівна

### Керівний склад попередніх скликань
| Прізвище, ім'я, по батькові     | Основні відомості                                                         | Дата обрання | Дата звільнення |
| ------------------------------- | ------------------------------------------------------------------------- | ------------ | --------------- |
| Танашкіна Людмила Олександрівна | Сільський голова, 1972 року народження                                    | 26.03.2006   | 31.10.2010      |
| Ревенко Віктор Кирилович        | Сільський голова, 1957 року народження, освіта вища, член Партії регіонів | 31.10.2010   |                 |

Примітка: таблиця складена за даними сайту Верховної Ради України

### Депутати
За результатами місцевих виборів 2010 року депутатами ради стали:

#### За суб'єктами висування
| Суб'єкт висування | Кількість обраних депутатів | %  |
| ----------------- | --------------------------- | -- |
| Партія регіонів   | 19                          | 95 |
| Самовисування     | 1                           | 5  |

#### За округами
| № округу        | Прізвище, ім'я, по батькові     | Дата визнання обраним | Освіта  | Партійна приналежність | Відомості про обраного депутата                                            |
| --------------- | ------------------------------- | --------------------- | ------- | ---------------------- | -------------------------------------------------------------------------- |
| Партія регіонів |                                 |                       |         |                        |                                                                            |
| 1               | Кунденко Людмила Вікторівна     | 03.11.2010            | вища    | позапартійна           | Борівська сільська рада, головний бухгалтер                                |
| 2               | Павленко Наталія Михайлівна     | 03.11.2010            | вища    | позапартійна           | Гусина полянська загальноосвітня школа, директор                           |
| 3               | Бацько Лариса Михайлівна        | 03.11.2010            | вища    | позапартійна           | Борівська загальноосвітня школа, вчитель                                   |
| 4               | Міроненко Анатолій Єгорович     | 03.11.2010            | середня | позапартійний          | ТОВ «Радуга», монтажник                                                    |
| 5               | Мироненко Микола Григорович     | 03.11.2010            | середня | позапартійний          | ст. Основа, електромеханік зв'язку                                         |
| 6               | Карталов Володимир Григорович   | 03.11.2010            | середня | член Партії регіонів   | Ст. Основа вагонне депо, оглядач ремонтних вагонів                         |
| 7               | Бондаренко Іван Дмитрович       | 03.11.2010            | середня | позапартійний          | тимчасово не працює                                                        |
| 9               | Черкашин Володимир Михайлович   | 03.11.2010            | середня | позапартійний          | ЧП «Черкашина», підприємець                                                |
| 10              | Іванов Андрій Никифорович       | 03.11.2010            | середня | позапартійний          | М.Харків, Харківські теплові мережі, водій                                 |
| 11              | Черкашин Віктор Іванович        | 03.11.2010            | середня | позапартійний          | тимчасово не працює                                                        |
| 12              | Танашкіна Людмила Олександрівна | 03.11.2010            | вища    | позапартійна           | Борівська сільська рада, голова                                            |
| 13              | Нубарян Сергій Манукович        | 03.11.2010            | вища    | позапартійний          | Харківська державна академія міського господарства, доцент                 |
| 14              | Дроботенко Ольга Миколаївна     | 03.11.2010            | середня | позапартійна           | Костянтів ська бібліотека, завідувачка                                     |
| 15              | Ревенко Дмитро Вікторович       | 03.11.2010            | вища    | член Партії регіонів   | Сільськогосподарське фермерське господарство «РеВІК», комерційний директор |
| 16              | Пашнєва Лариса Михайлівна       | 03.11.2010            | вища    | позапартійна           | Борівська сільська рада, секретар                                          |
| 17              | Руденко Костянтин Станіславович | 03.11.2010            | вища    | позапартійний          | Краснополянська загальноосвітня школа, директор                            |
| 18              | Кірсанова Тетяна Іванівна       | 03.11.2010            | вища    | позапартійна           | Васіщевський дошкільний заклад, вихователь                                 |
| 19              | Голуб Ірина Єгорівна            | 03.11.2010            | середня | позапартійна           | тимчасово не працює                                                        |
| 20              | Картавих Петро Михайлович       | 03.11.2010            | середня | позапартійний          | ВАТ «Харківобленерго», водій                                               |
| Самовисування   |                                 |                       |         |                        |                                                                            |
| 8               | Перевозник Валентина Миколаївна | 03.11.2010            | вища    | позапартійна           | Зміївський центр зайнятості, громадські роботи                             |